# دان تايلور (لاعب كريكت)
دان تايلور (9 يناير 1887 - 24 يناير 1957) (بالإنجليزية: Dan Taylor)‏ هو لاعب كريكت جنوب أفريقي. شارك مع منتخب جنوب أفريقيا الوطني للكريكت.

## وصلات خارجية
- دان تايلور على موقع إي آس بي آن كريك إنفو (الإنجليزية)